# Alan Thompson (calciatore)
Alan Thompson (Newcastle upon Tyne, 22 dicembre 1973) è un ex calciatore inglese, di ruolo centrocampista.

## Biografia
I suoi nipoti Sean Longstaff e Matthew Longstaff sono entrambi calciatori professionisti.

## Palmarès

### Club

#### Competizioni nazionali
- Football League Championship: 2

Newcastle: 1992-1993
Bolton: 1996-1997
- Campionato scozzese: 5

Celtic: 2000-2001, 2001-2002, 2003-2004, 2005-2006, 2006-2007
- Coppa di Scozia: 4

Celtic: 2000-2001, 2003-2004, 2004-2005, 2006-2007
- Coppa di Lega scozzese: 2

Celtic: 2000-2001, 2005-2006